# Ilijan Micanski
Ilijan Micanski (en bulgare : Илиян Емилов Мицански), né le 20 décembre 1985 à Sandanski, est un footballeur bulgare. Il occupe actuellement le poste d'attaquant au Karlsruher SC, club de deuxième division allemande. Il est le fils d'Emil Micanski, ancien international des années 1990.

## Biographie

### Des débuts difficiles à Blagoevgrad, sa ville natale
Ilijan Micanski commence sa carrière au Pirin Blagoevgrad (1922), ancien club de Dimitar Berbatov notamment, en 2002. Il dispute la moitié des matchs de deuxième division, et participe au bon parcours de son club, qui termine à la deuxième place et accède donc à l'élite. En première division, la situation de Micanski ne change pas. Il joue seulement onze matchs, et ne marque qu'un seul but. Le club termine à quatre points du premier non relégable, et retourne donc en B PFG. À la mi-saison, le Makedonska change de nom, et devient le Pirin 1922 Blagoevgrad. Micanski trouve enfin la réussite, et trompe à vingt-et-une reprises le gardien adverse. Ainsi, il devient le meilleur buteur de la division, à égalité avec Georgi Georgiev du Spartak Pleven.

### Un tour de Pologne infructueux
Contacté par plusieurs clubs de l'élite, il choisit de partir à l'étranger, et signe à l'Amica Wronki en Pologne. Pour son premier match en I Liga, le 21 août 2005 contre le Pogoń Szczecin, il entre en jeu à la quatre-vingt-sixième minute à la place de Rafał Murawski, et inscrit le quatrième but de son équipe trois minutes plus tard. Remplaçant de nouveau lors des deux matchs suivants, il marque cette fois-ci deux minutes après son entrée sur le terrain. Il convainc donc son entraîneur Maciej Skorża de le titulariser. Avec ce nouveau statut, il continue pendant quelques semaines à marquer, mais se met à douter et retourne sur le banc. Auteur de seulement un but lors de la deuxième partie de saison, il termine sa première année polonaise avec vingt matchs joués et huit buts inscrits toutes compétitions confondues. Comme prévu un an plus tôt, l'Amica fusionne avec le Lech Poznań, et Micanski fait les cinquante-cinq kilomètres pour poser ses bagages à Poznań. Au sein d'un effectif pléthorique, le Bulgare ne dispute que quelques minutes des cinq premiers matchs du club, dont deux de Coupe Intertoto contre le FC Tiraspol, club moldave. En septembre, il est prêté pour quatre mois au Korona Kielce. Au Korona, son seul fait d'armes est un doublé réalisé sur la pelouse du Górnik Zabrze, lors des huitièmes de finale de la Coupe de Pologne. À l'hiver 2007, il revient à Poznań, et continue d'occuper le banc de touche du stade municipal. Relégué en équipe réserve, il est de nouveau prêté en janvier 2008 à l'Odra Wodzisław Śląski. Dès son arrivée à Wodzisław Śląski, il obtient la confiance de l'entraîneur Janusz Białek, qui le titularise pour son premier match. En moins de deux semaines, il inscrit cinq buts. Influent avec l'Odrzańscy, il l'aide à se maintenir en première division, et termine à la douzième place du classement.

### L'attaquant numéro un du Zagłębie
Pas en odeur de sainteté avec Franciszek Smuda, il choisit de quitter le Lech Poznań, et signe un contrat de trois ans au Zagłębie Lubin, club rétrogradé en deuxième division à la suite d'affaires de corruption. Pour son premier match, il marque le but victorieux contre le Widzew Łódź. À Lubin, il effectue des débuts canons, totalisant déjà vingt-et-un buts en seulement trois mois. Micanski écrase la concurrence, et permet à son club de s'envoler en championnat. Meilleur buteur de I Liga avec vingt-six réalisations, il est le grand artisan de la remontée du Zagłębie en première division, mais aussi de la première place de son club au classement des attaques. Il forme ainsi, avec Szymon Pawłowski et Michał Goliński (en), le milieu organisateur, un trident offensif ravageur. Au soir de la trente-quatrième journée, il totalise trente buts toutes compétitions confondues, dont un quadruplé, un triplé et six doublés. Logiquement, des clubs polonais et étrangers s'intéressent à lui. Le Levski Sofia essaye même de le rapatrier, mais Lubin refuse son offre, jugée trop basse. L'année suivante, il met un peu de temps à confirmer sa très belle saison 2008-2009. Une fois Smuda, arrivé au club en août 2009, parti pour l'équipe nationale, Micanski se remet à marquer, et offre deux fois de suite la victoire à Lubin. À dix journées du terme du championnat, le Bulgare se place sur la quatrième marche du classement des buteurs en compagnie de plusieurs joueurs, et aide le club de Basse-Silésie à occuper une honorable dixième place. Il est même nommé meilleur joueur du mois de mars, recevant dix-neuf voix par les entraîneurs et capitaines d'Ekstraklasa, un record. Le maintien du Zagłębie presque en poche, les nouveaux objectifs de Micanski sont de dépasser Lewandowski au classement des buteurs, et de jouer avec Dimitar Berbatov en sélection. Malheureusement pour lui, et même s'il finit très bien la saison avec quatre buts inscrits lors des cinq dernières journées, il termine à quatre unités du Polonais, et voit Berbatov mettre un terme à sa carrière internationale.

### Signature à Kaiserslautern
Le 18 juin 2010, Micanski signe au 1. FC Kaiserslautern, tout juste promu en première division allemande, un contrat de quatre ans,. Un mois plus tard, il est appelé pour la première fois en sélection, et dispute son premier match international le 11 août contre la Russie, en match amical. Le 22 septembre, il enfile pour la première fois en championnat le maillot de son nouveau club, face à Dortmund, remplaçant Erwin Hoffer. Mais barré devant par le duo Lakić-Hoffer, le Bulgare ne dispute que des fins de matchs, et ne marque qu'un but en six mois, le 13 novembre contre le VfB Stuttgart.

## Palmarès

### Collectif
- Finaliste de la Coupe de Pologne : 2007

### Distinctions personnelles
- Meilleur buteur de deuxième division bulgare : 2005, 21 buts
- Meilleur buteur de deuxième division polonaise : 2009, 26 buts
- Meilleur joueur du championnat polonais : mars 2010[8]